# Joost Willemsen Cornelis Boks
Joost Willemsen Cornelis Boks (Rotterdam, 30 december 1904 - Rotterdam, 25 december 1986) was een Nederlandse architect. Hij ontwierp tijdens de periode van wederopbouw na de Tweede Wereldoorlog enkele beeldbepalende gebouwen in Rotterdam en omgeving. Zijn bekendste werk is het Delta Hotel in Vlaardingen (1955), dat internationaal furore maakte.

## Leven en werk
Joost Boks werd geboren op 30 december 1904 als eerste kind van Albert Johan Boks en Pieternella Hendrika Bijl. Zijn broer Albert volgde vier jaar later. Boks studeerde in 1931 af aan de Technische Hogeschool Delft bij M.J. Granpré Molière. Hij was lid van 'De Groep van Delft', een  groep bouwkundestudenten die door middel van het manifest 'Wat wij willen' en de organisatie van de 'Internationale Leergang voor Nieuwe Architectuur', die plaatsvond in Delft op 1, 2 en 3 december 1930, een architectuurdiscussie op gang brachten binnen de Afdeling Bouwkunde van de Technische Hoogeschool.
Na zijn studie werkte hij eerst korte tijd als tekenaar bij W. van Tijen, waarna hij zich in 1932 zelfstandig vestigde als architect. Na de Tweede Wereldoorlog won hij enkele prijsvragen waardoor hij enige bekendheid verwierf en in 1948 opdracht kreeg voor het ontwerp van het Bouwcentrum Rotterdam. Een bijzonderheid bij de bouw van het Bouwcentrum was de toevoeging van Wall Relief no. 1, een gemetseld kunstwerk, ontworpen door de Engelse beeldhouwer Henry Moore. Behalve veel utiliteitsbouw en kantoren in Rotterdam en omstreken ontwierp hij voor de Rotterdamsche Droogdok Maatschappij in Pendrecht en op Heyplaat een serie woningbouwcomplexen.
In 1950 maakte hij in opdracht van de Nederlandse regering een studiereis naar de Verenigde Staten om daar het hotelwezen en toerisme te bestuderen. Hierna ontwierp hij het Brittaniahotel te Vlissingen (1955) en het Deltahotel in Vlaardingen (1955).  Om de continuïteit van zijn bureau te waarborgen besloot Boks in 1958 een maatschap aan te gaan met de reeds sinds 1951 bij hem werkzame architecten Wout Eijkelenboom en Abraham Middelhoek. Het bureau Boks Eijkelenboom Middelhoek was succesvol en groeide tot veertig medewerkers aan het begin van de jaren zestig. Na een ernstige ziekte van Boks in 1962 trok hij zich in 1965 terug uit de leiding van het bureau, maar bleef nog tot 1974 als raadgevend architect betrokken. In 1974 fuseerden Eijkelenboom en Middelhoek met architect Gerard Gerritse tot EGM architecten.
Boks overleed in 1986. Op 8 april 2011 werd zijn archief officieel overgedragen aan het NAi. Gelijktijdig werd het boek gepresenteerd dat Hans Willem Bakx over Boks schreef op basis van onderzoek in dit archief.

## Werken (selectie)
- Bouwcentrum, Rotterdam (1948, diverse uitbreidingen tot 1970)
- Bickerstraat 14-16, Rotterdam (1949-1950)
- Zomerhuis, Harfsen (1950)
- Eigen woonhuis, Rotterdam (1951)
- Netherlands Carillon op Arlington National Cemetery, Washington (1954)
- Hotel Britannia, Vlissingen (1955)
- Delta Hotel, Vlaardingen (1955)
- Woon-winkelcomplex, Eindhoven (1956-1957)
- Holy Ziekenhuis, Vlaardingen (1957-1965)
- Hal voor Lucht- en Scheepvaart, Nederlands Paviljoen Wereldtentoonstelling Brussel (1957-1958)
- Kantoorgebouw V.O.S.-M.A.B.I, Rotterdam (1958-1959)
- Kantoorgebouw E.N.C.K., Vlaardingen (1961-1962)
- Studentensociëteit Minerva, Leiden (1961-1964)

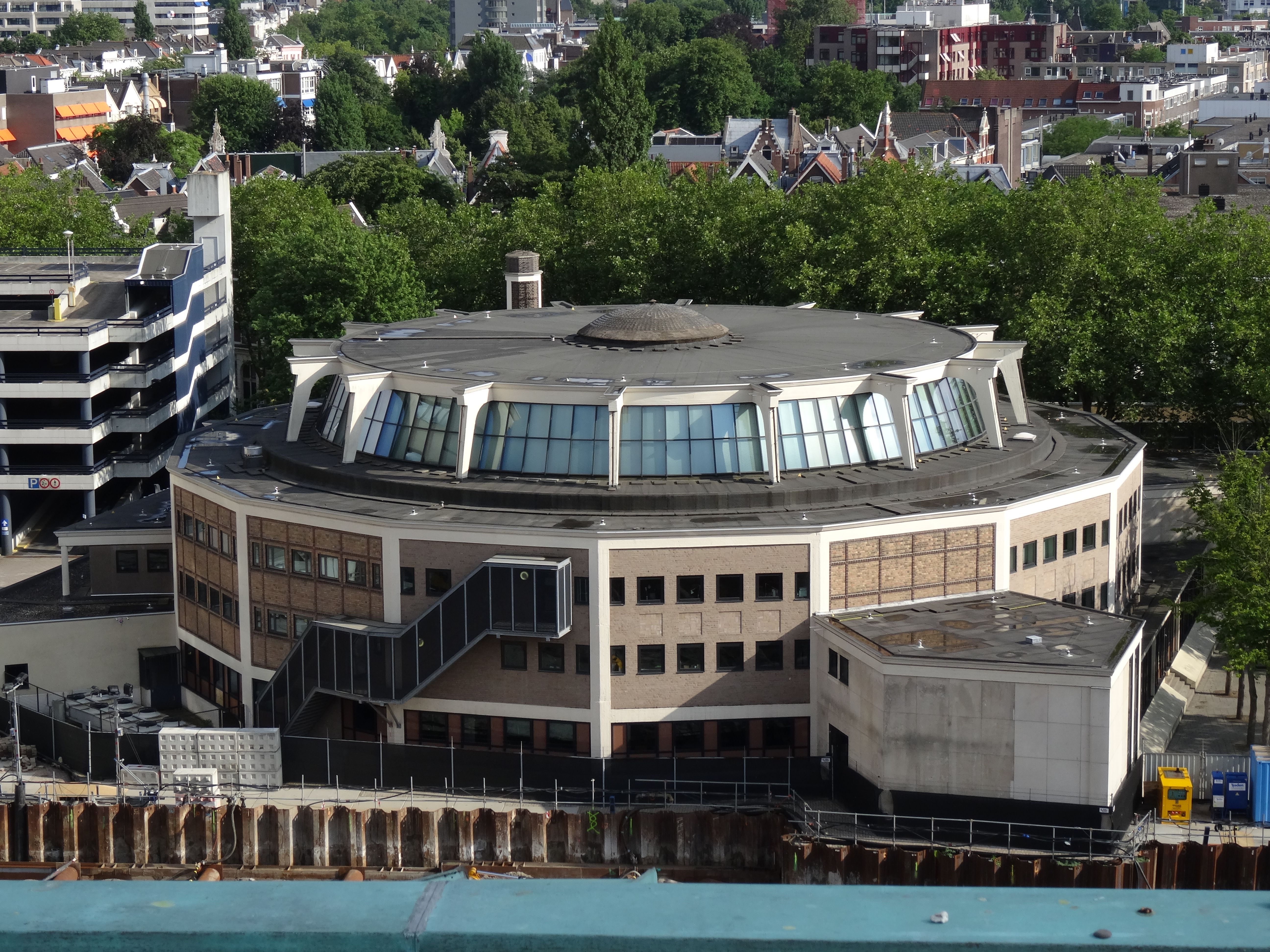
Bouwcentrum Rotterdam
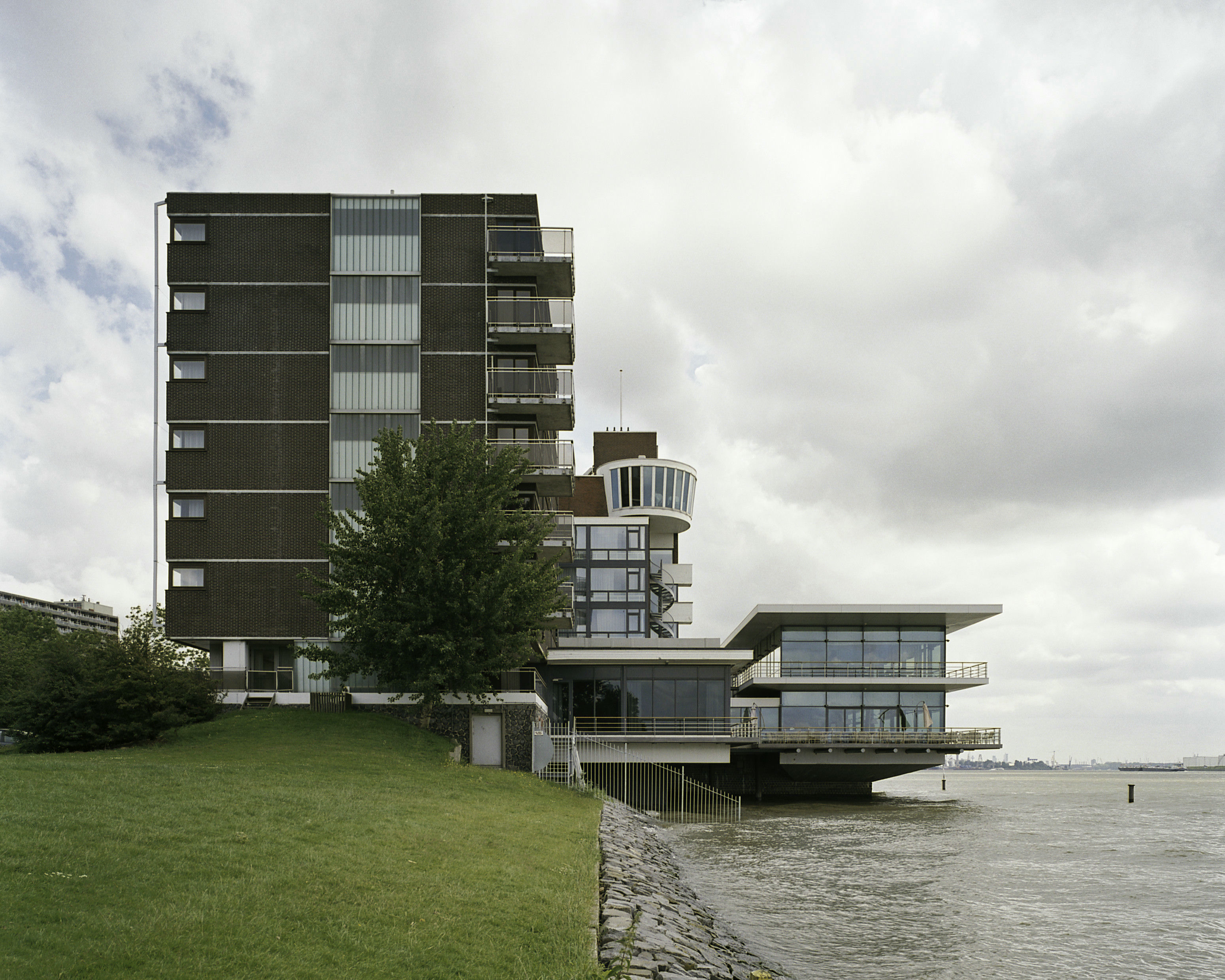
Delta Hotel Vlaardingen, met in het midden het "kraaiennest"
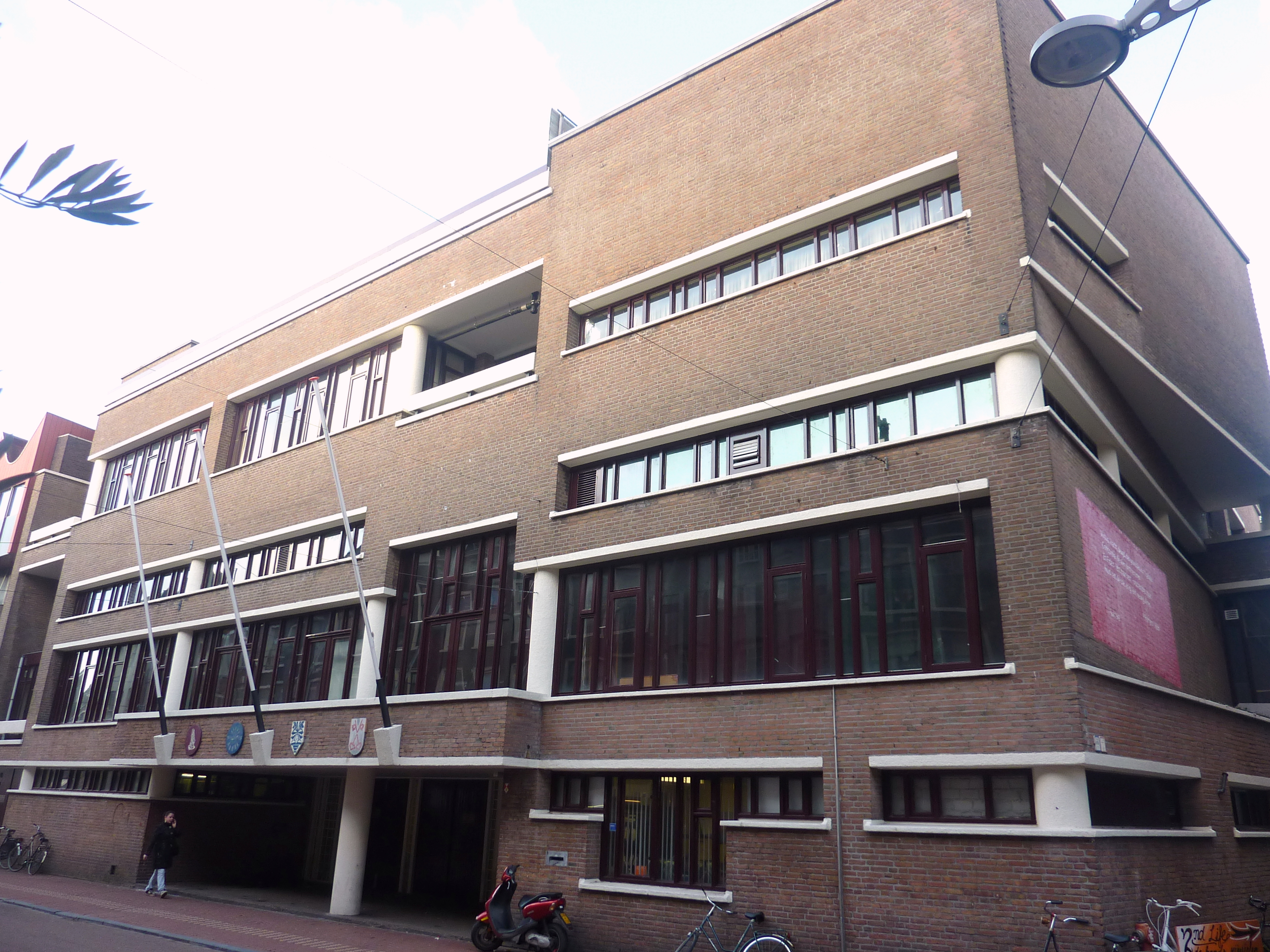
Sociëteit Minerva, Leiden
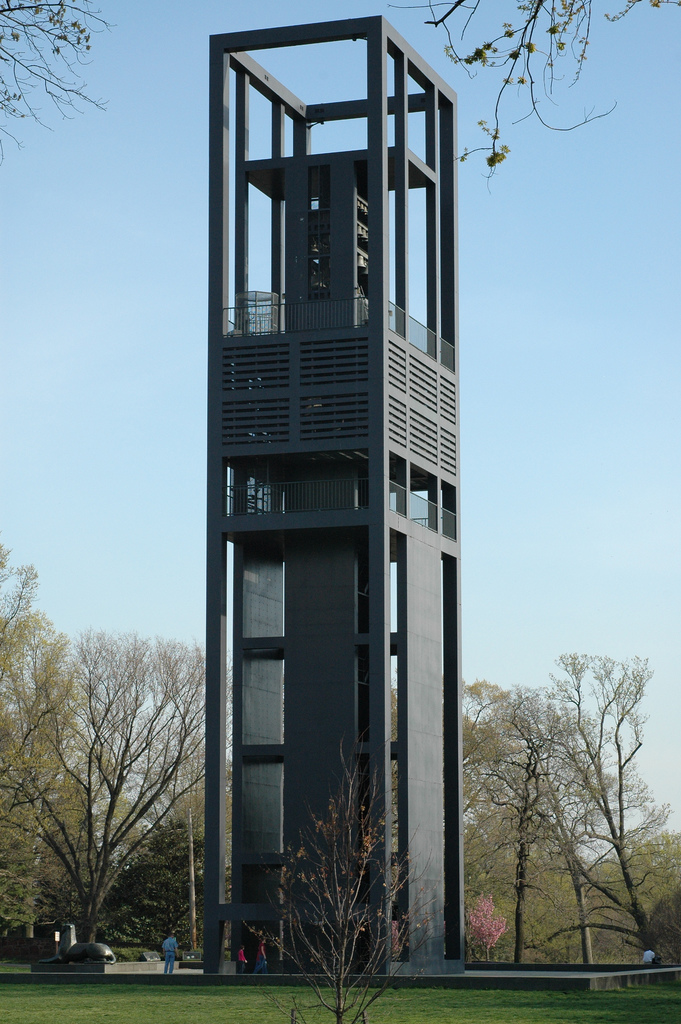
Netherlands Carillon, Arlington